# Charles Lederer
Charles Lederer (n. 31 decembrie 1906, New York City, New York, SUA – d. 5 martie 1976, Los Angeles, California, SUA) a fost un scenarist american și regizor de film.

## Filmografie

### Scenarist
- Kiss of Death (1995) (scenariu din 1947)
- Kismet (1967) (TV) (libret muzical)
- A Global Affair (1964) (scriitor)
- Mutiny on the Bounty (1962) (scenariu)
- Follow That Dream (1962) (scriitor)
- Ocean's 11 (1960) (scenariu)
- Can-Can (1960) (scenariu)
- It Started with a Kiss (1959) (scenariu)
- Never Steal Anything Small (1959) (scriitor)
- The Fiend Who Walked the West (1958)
- Tip on a Dead Jockey (1957) (scriitor)
- The Spirit of St. Louis (1957) (adaptare)
- Gaby (1956) (scriitor)
- Kismet (1955) (libret muzical) (scenariu)
- Gentlemen Prefer Blondes (1953) (scenariu)
- O. Henry's Full House (1952) (nemenționat)
- Monkey Business (1952) (scenariu)
- Fearless Fagan (1952) (scriitor)
- The Thing (1951) (scriitor)
- Wabash Avenue (1950) (scenariu) (poveste)
- Red, Hot and Blue (1949) (poveste)
- I Was a Male War Bride (1949) (scenariu)
- The Lady from Shanghai (1947) (nemenționat)
- Her Husband's Affairs (1947) (scriitor)
- Ride the Pink Horse (1947) (scriitor)
- Kiss of Death (1947) (scenariu)
- Slightly Dangerous (1943) (scenariu)
- The Youngest Profession (1943) (scenariu)
- Love Crazy (1941) (scenariu)
- Comrade X (1940) (scenariu)
- I Love You Again (1940) (scenariu)
- His Girl Friday (1940) (scenariu)
- Broadway Serenade (1939) (scenariu)
- Within the Law (1939) (scenariu)
- Double or Nothing (1937) (scriitor)
- Mountain Music (1937) (scriitor)
- Baby Face Harrington (1935) (dialoguri suplimentare)
- Cock of the Air (1932) (scriitor)
- The Front Page (1931) (dialoguri suplimentare)

### Regizor
- Never Steal Anything Small (1959)
- On the Loose (1951)
- Fingers at the Window (1942)

### Actor
- City Lights (1931) (în scene nefolosite) - ca băiatul de la telegrame, scene incluse în documentarul din 1983 Unknown Chaplin

## Legături externe
- Charles Lederer la Internet Movie Database
- Charles Lederer family papers, Margaret Herrick Library, Academy of Motion Picture Arts and Sciences